# チーム・LCR
チーム・LCR ( Team LCR ) は、ロードレース世界選手権のMotoGPクラスに参戦するレーシングチーム。イタリアのGPライダー、ルーチョ・チェッキネロにより設立された。現在はLCR・ホンダ・イデミツ及びLCR・ホンダ・カストロールの名前で参戦中である。

## 概要

### 初期
1996年、イタリアのGPライダールーチョ・チェッキネロが、自身がロードレース世界選手権125ccクラスを戦うためのチームを設立した。1996年と1997年シーズンはチェッキネロ1台体制でホンダ・RS125Rを駆り、トップ10前後のフィニッシュを何度か経験した。
1998年、チェッキネロはチームメイトとして、125ccクラスで2度のシリーズ2位を獲得している上田昇を迎えた。上田は移籍後2戦目のジョホール・サーキットでおこなわれたマレーシアGPでチームに初勝利をもたらし、その後チェッキネロ自身もハラマでのマドリードGPで自チームでの初勝利を果たした。チェッキネロはシリーズ5位の成績を残したが、上田はシリーズ13位に終わった。転倒で重傷を負いシーズンの約半分を欠場したためである。上田欠場時の代役は、菊池寛幸が務めた。
1999年・2000年シーズンもチェッキネロと上田のパートナーシップは続いた。上田は1999年のブラジルGPで勝利、他にも数多くの表彰台に立ち、両年ともシリーズ5位の結果を残した。一方のチェッキネロはチームメイトほどの活躍は出来ず、両年をそれぞれシリーズ9位・11位で終えることになった。
2001年にチームはマシンをアプリリアに変更し、上田に代わりスペインのラウール・ハラがチェッキネロのチームメイトになった。チェッキネロはカタルニアGPでアプリリアでの初優勝を果たし、シーズンを総合4位で終える活躍を見せた。
2002年シーズン、チームは250ccクラスへも参戦を開始した。125ccクラスでは新たにサンマリノのアレックス・デ・アンジェリスがチェッキネロのチームメイトとなり、250ccクラスではオーストラリアのルーキー、ケーシー・ストーナーとスペインのダビド・チェカがライダーを務めた。チェッキネロは前年の好調を維持し、3勝・シリーズ4位の好成績を得た。チームメイトのデ・アンジェリスは自身初の表彰台を獲得し、シリーズ9位になった。一方の250ccクラスでは、ストーナーとチェカは何度かトップ10圏内でのフィニッシュを得るに留まった。
2003年も、125ccと250ccのダブル参戦を継続した。ストーナーは125ccクラスに降格する形となり、チェッキネロのチームメイトを務めた。250ccクラスには新たにフランスのランディ・ド・プニエが迎えられた。両クラスともそれぞれシーズン3勝を収める成功を見せた。250ccクラスではド・プニエがチャンピオン争いに加わったものの、最終的には3勝・9度の表彰台でシリーズ4位に終わった。125ccクラスでは、チェッキネロが地元イタリアGPを含む2戦で勝利し、ストーナーは自身初表彰台・初優勝を経験したシーズンとなった。この年の終わり、チェッキネロはチーム運営に集中するためにレーサーを引退することを決意した。

### 現役引退後
2004年シーズン、250ccクラスはド・プニエが残留し、引き続きワークス仕様のアプリリアを走らせることになった。125ccクラスは、同クラス元チャンピオンのロベルト・ロカテリとルーキーのマティア・パシーニのイタリア人コンビになった。ド・プニエとロカテリはそれぞれのクラスでチャンピオン争いに絡む活躍を見せ、両者ともシリーズ3位の成績を収めた。ド・プニエはシーズン1勝・3度の表彰台、ロカテリはシーズン2勝・6度の表彰台を経験した。
2005年シーズンは250ccクラスのみに参戦した。ロカテリが125ccクラスからステップアップし、1年だけKTMチームに移籍していたストーナーが戻ってきた。ストーナーは年間5勝・10度の表彰台を獲得し、チャンピオンのダニ・ペドロサに次ぐシリーズ2位になった。このストーナーのシリーズ2位は2010年時点でのチームの最高成績である。またストーナーはチーム初のシーズン4勝以上を挙げたライダーにもなった。

### MotoGPクラスへ
2006年、チーム・LCRはストーナーと共に最高峰MotoGPクラスにステップアップを果たし、ホンダ・RC211Vにミシュランタイヤを履いてデビューシーズンを戦うことになった。第2戦カタールGPで、ストーナーは早くもチーム/自身初のポールポジションを記録し、次戦トルコGPではマルコ・メランドリとトップ争いを演じ、ファイナルラップの最終コーナーでメランドリに抜かれたものの初表彰台を記録した。その後もトップ10圏内でのフィニッシュを続け、シリーズ8位でデビューイヤーを終えた。
2007年、ストーナーはドゥカティ・ワークスに移籍し、代わりにスペインのベテランライダーカルロス・チェカがチームに加入した。新レギュレーションの適用により新たに800ccマシンのRC212Vを使用したが、チェカは新しいマシンへの順応に苦しみ、スペインGPとサンマリノGPで6位を記録するに留まった。
翌2008年はド・プニエがチームに再加入した。しかしこの年もサテライト仕様のマシンとミシュランタイヤで苦戦し、ベストリザルトはアメリカGPでの6位、シリーズランキング15位に終わった。
2009年シーズンもド・プニエとRC212Vの体制を維持したが、MotoGPクラスのタイヤ供給が一社独占になったため、チームはタイヤをブリヂストンへと変更した。ド・プニエは第10戦イギリスGPで3位表彰台に立ち、年間ランキング11位に成績を伸ばした。
2010年シーズンも同体制のまま3年目のシーズンを迎えた。シーズン前半は第5戦イギリスGP、第6戦ダッチTTでフロントロウ(予選2位)を獲得、決勝でも上位でのフィニッシュを続けて一時はランキング5位に付けていた。しかし第8戦ドイツGPでの多重クラッシュで脛骨骨折の重傷を負った後は好調を維持できず、最終的な年間ランキングは9位となった。
2011年はド・プニエに代わり、前年度のMoto2クラスチャンピオンであるトニ・エリアスをライダーに迎える。
2015年よりドゥカティより移籍したカル・クラッチロー、Moto3からステップアップしたジャック・ミラーの二台体制。クラッチローは第3戦アルゼンチンGPでは3位表彰台を獲得するがこの年のマシンの不調もあり年間ランキングは8位。
2016年はジャック・ミラーがエストレラ・ガリシア 0,0 マルクVDSに移籍。
クラッチローのみの一台参戦。第11戦チェコGPにてグランプリレース初優勝、そして16戦オーストラリアGPも優勝して年間2勝を挙げる。しかしレース中の転倒も多かったため年間ランキングは7位に終わった。
2018年シーズンからはMoto2クラスよりステップアップした中上貴晶が加入し、クラッチローとの二台体制となる。クラッチローがアルゼンチンGPで優勝、アルゼンチンGPと日本GPで表彰台に立ったのに対し、中上はマシンに不慣れなところもあったため、年間ランキングは7位に終わった。
2021年はクラッチローに代わって、アレックス・マルケスが加入。2024年はヨハン・ザルコが5年ぶりにチームに復帰し、中上も残留している。
2025年は中上がホンダのテストライダーに就任するため、それに伴いソムキアット・チャントラがこのチームからトップクラスデビューすることが発表された。

## チーム戦績
- 1996年 - 125cc - ホンダ
  - ルーチョ・チェッキネロ (59ポイント、シリーズ15位)
- 1997年 - 125cc - ホンダ
  - ルーチョ・チェッキネロ (73ポイント、シリーズ14位)
- 1998年 - 125cc - Givi・ホンダ・LCR
  - ルーチョ・チェッキネロ (1勝、3表彰台、130ポイント、シリーズ5位)
  - 上田昇 (1勝、1表彰台、4PPs、62ポイント、シリーズ13位)
  - 菊池寛幸 (1勝、1表彰台、51ポイント、シリーズ15位)
- 1999年 - 125cc - Givi・ホンダ・LCR
  - 上田昇 (1勝、6表彰台、1PP、171ポイント、シリーズ5位)
  - ルーチョ・チェッキネロ (4表彰台、3PP、108ポイント、シリーズ9位)
- 2000年 - 125cc - Givi・ホンダ・LCR
  - 上田昇 (4表彰台、1PP、153ポイント、シリーズ5位)
  - ルーチョ・チェッキネロ (91ポイント、シリーズ11位)
- 2001年 - 125cc - MS・アプリリア・LCR
  - ルーチョ・チェッキネロ (1勝、4表彰台、1PP、156ポイント、シリーズ4位)
  - ラウール・ハラ (9ポイント、シリーズ26位)
- 2002年 - Safilo Oxydo・LCR・アプリリア
  - 250cc - ケーシー・ストーナー (68ポイント、シリーズ12位)
  - 250cc - ダビド・チェカ (60ポイント、シリーズ13位)
  - 125cc - ルーチョ・チェッキネロ (3勝、5表彰台、180ポイント、シリーズ4位)、アレックス・デ・アンジェリス (1表彰台、1PP、87ポイント、シリーズ9位)
- 2003年 - Safilo Oxydo・LCR・アプリリア
  - 250cc - ランディ・ド・プニエ (3勝、9表彰台、5PP、208ポイント、シリーズ4位)
  - 125cc - ケーシー・ストーナー (1勝、4表彰台、1PP、125ポイント、シリーズ8位)、ルーチョ・チェッキネロ (2勝、3表彰台、112ポイント、シリーズ9位)
- 2004年 - Safilo Carrera・LCR・アプリリア
  - 250cc - ランディ・ド・プニエ (1勝、8表彰台、2PP、214ポイント、シリーズ3位)
  - 125cc - ロベルト・ロカテリ (2勝、6表彰台、1PP、192ポイント、シリーズ3位)
  - 125cc - マティア・パシーニ (54ポイント、シリーズ15位)
- 2005年 - 250cc - Carrera Sunglasses・LCR・アプリリア
  - ケーシー・ストーナー (5勝、10表彰台、2PP、254ポイント、シリーズ2位)
  - ロベルト・ロカテリ (61ポイント、13位)
- 2006年 - MotoGP - ホンダ・LCR (ミシュラン)
  - ケーシー・ストーナー (1表彰台、1PP、119ポイント、シリーズ8位)
- 2007年 - MotoGP - ホンダ・LCR (ミシュラン)
  - カルロス・チェカ (65ポイント、シリーズ14位)
- 2008年 - MotoGP - LCR・ホンダ・MotoGP (ミシュラン)
  - ランディ・ド・プニエ (61ポイント、シリーズ15位)
- 2009年 - MotoGP - LCR・ホンダ・MotoGP (ブリヂストン)
  - ランディ・ド・プニエ(1表彰台、106ポイント、シリーズ11位)
- 2010年 - MotoGP - LCR・ホンダ・MotoGP (ブリヂストン)
  - ランディ・ド・プニエ(116ポイント、シリーズ9位)
- 2018年 - MotoGP -  LCR・ホンダ・イデミツ＆LCR・ホンダ・カストロール(ブリヂストン)
  - 中上貴晶(33ポイント、シリーズ20位)
  - カル・クラッチロー(1勝、3表彰台、1PP、148ポイント、シリーズ7位)
  - ステファン・ブラドル(10ポイント、シリーズ24位)
- 2019年 - MotoGP - LCR・ホンダ・イデミツ＆LCR・ホンダ・カストロール (ミシュラン)
  - ヨハン・ザルコ(3ポイント(移籍後)、シリーズ18位)
  - 中上貴晶(33ポイント、シリーズ20位)
  - カル・クラッチロー(3表彰台、133ポイント、シリーズ9位)
- 2020年 - MotoGP - LCR・ホンダ・イデミツ＆LCR・ホンダ・カストロール (ミシュラン)
  - 中上貴晶(116ポイント、シリーズ10位)
  - カル・クラッチロー(32ポイント、シリーズ18位)
- 2021年 - MotoGP - LCR・ホンダ・イデミツ＆LCR・ホンダ・カストロール (ミシュラン)
  - 中上貴晶(76ポイント、シリーズ15位)
  - アレックス・マルケス(70ポイント、シリーズ16位)
- 2022年 - MotoGP - LCR・ホンダ・イデミツ＆LCR・ホンダ・カストロール (ミシュラン)
  - 中上貴晶(48ポイント、シリーズ18位)
  - アレックス・マルケス(50ポイント、シリーズ17位)
- MotoE - LCR E-Team (ミシュラン)
  - エリック・グラナド(192.5ポイント、シリーズ2位)
  - ミケル・ポンス(124ポイント、シリーズ5位)
- 2023年 - MotoGP - LCR・ホンダ・イデミツ＆LCR・ホンダ・カストロール (ミシュラン)
  - 中上貴晶(56ポイント、シリーズ18位)
  - アレックス・リンス(1勝、54ポイント、シリーズ19位)
  - ステファン・ブラドル(8ポイント、シリーズ8位)
  - イケル・レクオナ(シリーズ30位)
- MotoE - LCR E-Team (ミシュラン)
  - エリック・グラナド(139ポイント、シリーズ7位)
  - ミケル・ポンス(98ポイント、シリーズ12位)